# Knieschleifer

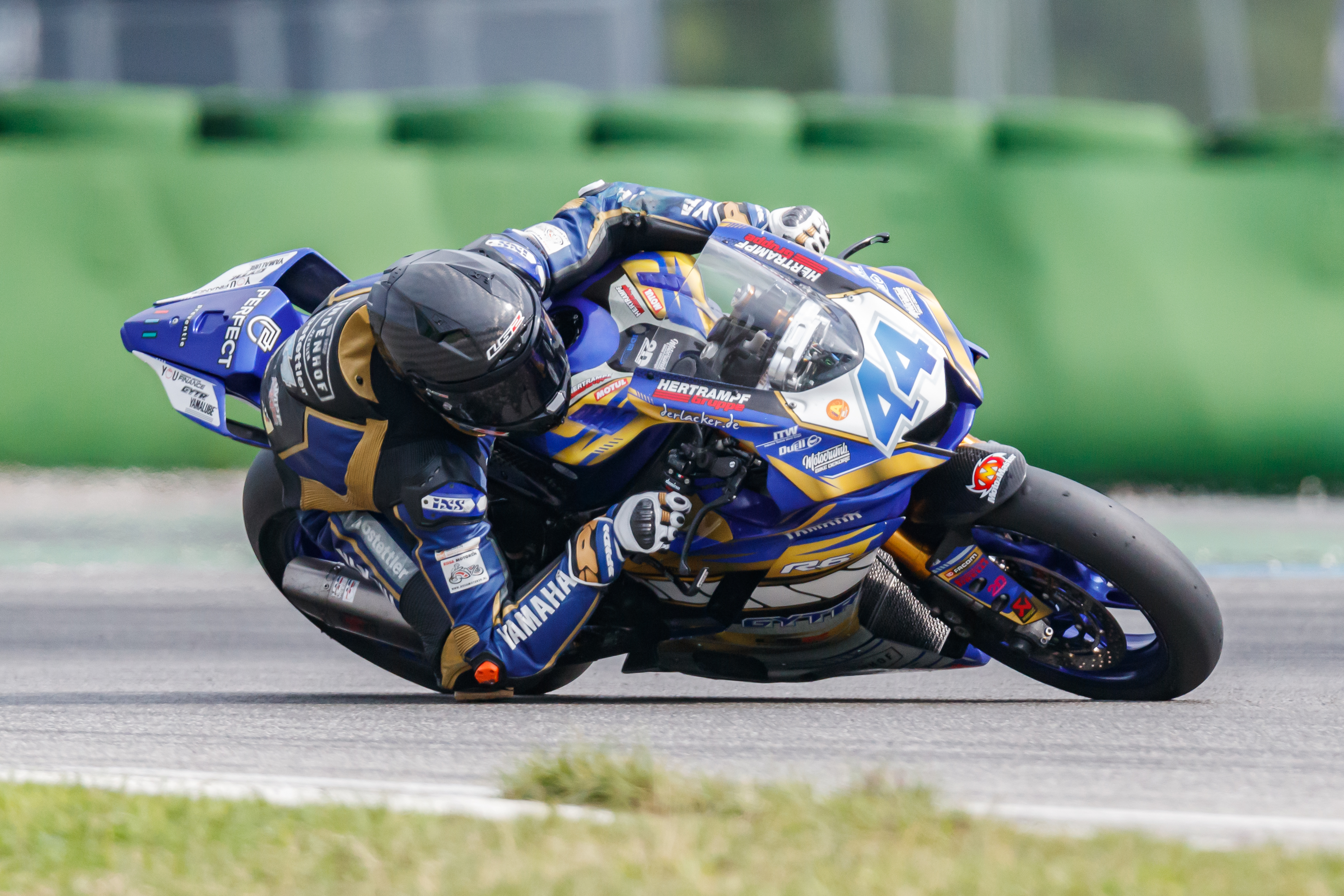
Knieschleifer im Einsatz: IDM, Hockenheimring (2022)

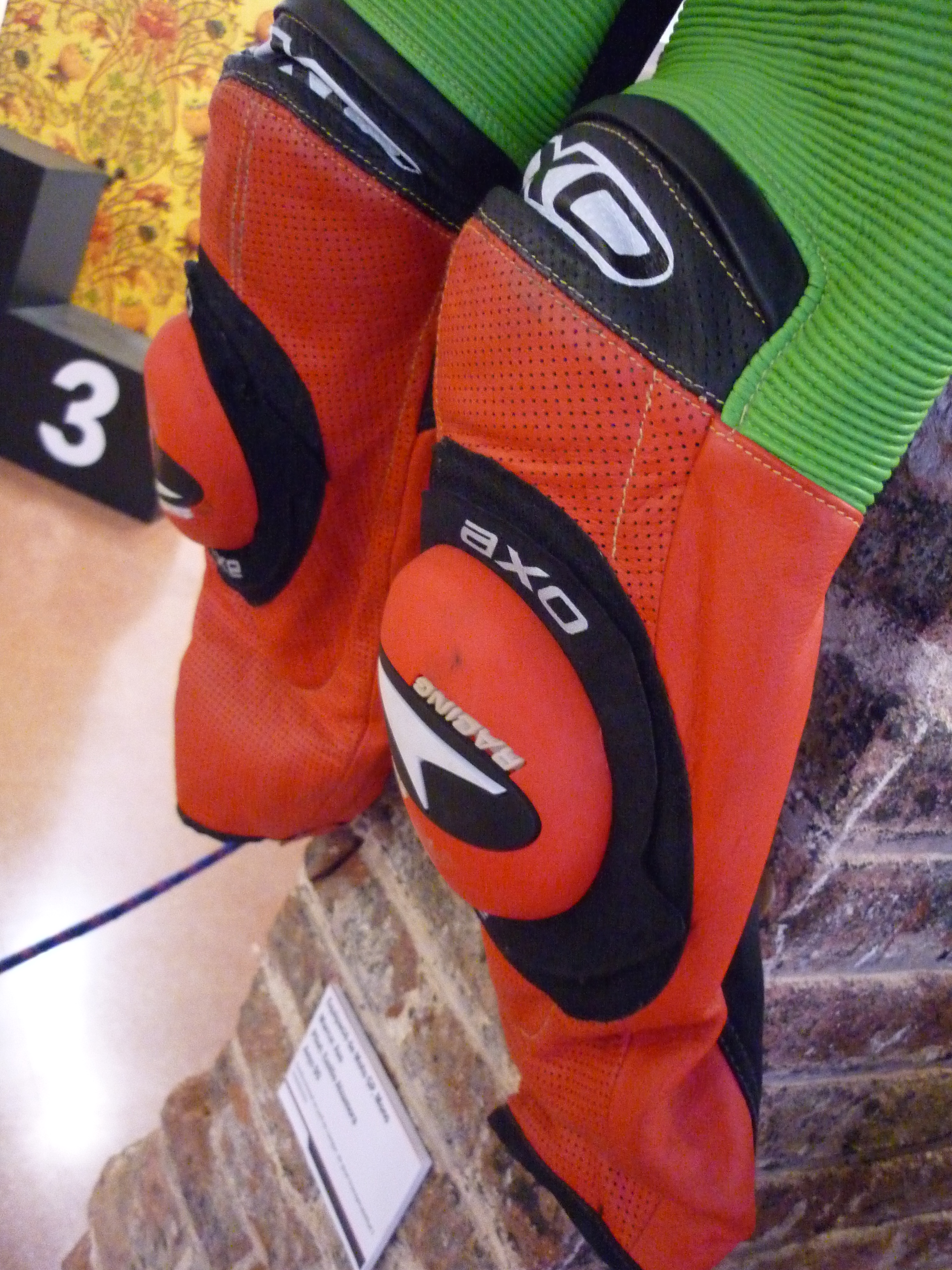
Knieschutz-Protektoren am Lederkombi von Emilio Alzamora (ca.1998)

Knieschleifer gehören zur Ausrüstung von Motorradfahrern. Wenngleich Knieschleifer auch von Motorradfahrern im öffentlichen Straßenverkehr genutzt werden können, kommen sie jedoch hauptsächlich in Wettbewerben zum Einsatz.
Knieschleifer sind etwa handflächengroß und bestehen meist aus Kunststoff. Sie werden mit einem Klettverschluss im seitlichen Kniebereich der Lederkombi befestigt.
Bei Kurvenfahrten kann eine solche Schräglage erreicht werden, dass der Knieschleifer zur Kontrolle der Schräglage an den Asphalt gedrückt wird. Meist wird dies in Verbindung mit der Kurvenfahrttechnik Hang-Off erreicht. Bei einem zu starken Slide kann der Knieschleifer stärker gegen den Asphalt gedrückt werden, um Belastung von den Reifen zu nehmen. Dadurch kann im günstigsten Fall ein Sturz, in der Sprache der Motorradfahrer auch Lowsider genannt, verhindert werden. Da der menschliche Gleichgewichtssinn Schräglagen mitunter nur schwer bewerten kann, dient das Knieschleifen auch dazu, die Schräglage über die Beinposition zu erfühlen.
Durch Verwendung von verschiedenen Materialien kann man das Schleifgefühl, die Haltbarkeit sowie auch die Optik verändern. So bieten z. B. Knieschleifer aus weichem Kunststoff ein sehr gutes ("geschmeidiges") Abriebverhalten, wobei Holz als Material für eine hohe Haltbarkeit eingesetzt werden kann. Seit einigen Jahren gibt es Knieschleifer, welche Metall- oder Keramikeinlagen besitzen, wodurch man einerseits ein weiches Schleifgefühl bei langer Haltbarkeit erhält (Keramik), andererseits durch Metallstifte beim Knieschleifen Funkenflug erzeugt, welcher das Knieschleifen in Szene setzt. Der Einsatz solcher Knieschleifer ist teilweise auf Rennstrecken verboten, da der Funkenflug hinterherfahrende Fahrer irritieren kann.
Beim Kontakt des Knieschleifers mit dem Boden tritt eine Reibungskraft auf, die über das Bein die Maschine samt Fahrer in der Fahrtbewegung graduell verzögert.